# Iehorivka, Starobilsk
Iehorivka (în ucraineană Єгорівка) este un sat în comuna Svitle din raionul Starobilsk, regiunea Luhansk, Ucraina.

## Demografie
Componența lingvistică a localității Iehorivka
     Ucraineană (90,1%)
     Rusă (9,9%)
Conform recensământului din 2001, majoritatea populației localității Iehorivka era vorbitoare de ucraineană (90,1%), existând în minoritate și vorbitori de rusă (9,9%).